# Alexander McQueen
Alexander McQueen, celým jménem Lee Alexander McQueen (17. března 1969 – 11. února 2010) byl významný britský módní návrhář. Proslul především svou kreativitou a osobitým přístupem, v letech 1996–2001 pracoval jako hlavní návrhář pro módní značku Givenchy, poté založil vlastní značku Alexander McQueen. Za svou tvorbu obdržel mnoho významných ocenění.

## Životopis
Alexander McQueen se narodil 17. března 1969 v londýnském East Endu v rodině taxikáře a učitelky společenských věd jako nejmladší z šesti dětí. Ve svých šestnácti letech odešel ze školy a začal pracovat jako krejčí v londýnské Savile Row, zaměřené na zakázkovou výrobu pánských obleků. Později pracoval pro Kojiho Tatsuna a krátce také v Miláně jako asistent italského módního návrháře Romea Gigli.
Po návratu do Londýna se přihlásil na známou londýnskou módní školu Central Saint Martins College of Art and Design, kde hodlal vyučovat střih. Byl však přesvědčen, aby na školu nastoupil jako student módního návrhářství. V roce 1992 promoval a celá jeho absolventská práce byla koupena významnou stylistkou Isabellou Blow. Právě ta ho přemluvila, aby jako svou značku používal místo plného jména jen Alexander McQueen.
Brzy po ukončení studií založil Alexander McQueen vlastní výrobu oblečení pro ženy. Největší úspěch zaznamenal svými „bumster" kalhotami, které své pojmenování získaly díky velmi nízko položenému pasu. V roce 1996 se stal hlavním módním návrhářem značky Givenchy, patřící mezi významné haute couture značky. Pro Givenchy pracoval následujících pět let do roku 2001. V tomto roce představil svou první vlastní kolekci. Již o rok dříve (2000) prodal 51% podíl své značky skupině Gucci, což mu následně umožnilo značnou expanzi. Otevřel nové pobočky v New Yorku, Miláně, Londýně, Las Vegas a Los Angeles. Na trh uvedl i vlastní parfémy: Kingdom v roce 2003 a MyQueen v roce 2005. Mimo to začal vytvářet i kolekce pánské módy, levnější kolekci oblečení pro mladé pod zkratkou McQ, kolekci doplňků a brýlí. Spolupracoval i s kosmetickou firmou MAC, Puma či Samsonite.
Alexander McQueen zemřel 11. února 2010 ve svém londýnském bytě, poté, co spáchal sebevraždu oběšením. Stalo se to jen pár dní před londýnskými dny módy, kde měl prezentovat svou poslední kolekci. Vzhledem k tomu, že kolekce byla téměř hotova, byla prezentována posmrtně. Po smrti Alexandra McQueen se kreativní ředitelkou značky stala Sarah Burton.

## Nejvýznamnější kolekce
- 1992 absolventská kolekce – Jack Rozparovač pronásleduje své oběti (Jack the Ripper Stalks His Victims)

Kolekce byla inspirovaná oběťmi Jacka Rozparovače. Celá byla koupena stylistickou ikonou Isabellou Blow.
- 1994 Jaro/Léto – Nihilismus (Nihilism)

Jde o první oficiální kolekci Alexandra McQueena. Byly v ní představeny tzv. „bumsters“ kalhoty, které mají hluboko posazený pas odhalující i část hýždí.
- 1999 Jaro/léto – nepojmenovaná kolekce č. 13 (Untitled No. 13)

Kolekce byla zahájena Aimee Mullinsovou, atletkou a modelkou s amputovanýma nohama. Speciálně pro ni byly vytvořeny protézy, které vypadaly jako kozačky. Kolekce je známá i použitím robotů, kteří v závěru náhodně nastříkali barvu na bílé šaty modelky.
- 2001 Jaro/léto – Voss (Voss)

Celé show vévodila obrovská zrcadlová krychle, která se na konci celé show otevřela a uvnitř ležela nahá žena s dýchací maskou na těle obklopena můrami. Samotná kolekce byla vyrobena především z materiálů, které poskytla příroda, např. peří či mušlí.
- 2005 Jaro/léto – Je to jen hra (It’s Only a Game)

Kolekce byla pojata jako šachová partie mezi Japonskem (Východem) a Amerikou (Západem). Modelky v tomto případě představovaly jednotlivé šachové figurky a po jejich nástupu na módní molo (šachovnici) byla rozehrána šachová partie.
- 2008 Podzim/zima – Dívka, která žila na stromě (The Girl Who Lived in the Tree)

Kolekce byla pojata jako variace na knihu Alenka v říši divů. Byla inspirována Indií, královskou britskou rodinou a fantazií Alexandra McQueena.
- 2010 Jaro/léto – Platónova Atlantida (Plato’s Atlantis)

Kolekce byla poctou Darwinově evoluční teorii a pozvánkou do mořské říše. Byla pojímána jako apokalyptická předpověď ekologické katastrofy na zemi, po které jsou lidé nuceni vrátit se zpět do moře, neboť zemi pokrývá jen voda.
- 2011 Podzim/zima – Andělé a démoni (Angels & Demons)

Poslední kolekce Alexandera McQueena byla dokončena jeho týmem a představena v březnu 2010. Kolekce se vrací ke kořenům řemeslné výroby, inspiraci nachází v období středověku. Látky byly potisknuty obrazy Hieronyma Bosche, Botticelliho či Huga van der Goese.

## Ocenění
- Britský návrhář roku (British Designer of the Year) v letech 1996, 1997, 2001, 2003
- Mezinárodní designér roku (International Designer of the Year) v roce 2003
- Britský řád „Commander of the Most Excellent Order“ udělený královnou Alžbětou II. v roce 2003[4]